# Enrico Zanoncello
Enrico Zanoncello (Isola della Scala, 2 de agosto de 1997) es un ciclista profesional italiano que milita en las filas del conjunto VF Group Bardiani-CSF Faizanè.

## Trayectoria
Enrico Zanoncello comenzó a correr en bicicleta a la edad de seis años. Destacó entre los equipos amateurs italianos al obtener varias victorias al esprint. En agosto de 2020 se unió al equipo UCI WorldTeam Cofidis como stagiare. Bajo los colores de la formación norteña, participó en la París-Chauny, donde ocupó el puesto 18. Luego se convirtió en profesional en 2021 con el conjunto Bardiani-CSF-Faizanè.

## Palmarés
2019
- Milán-Busseto

2020
- Coppa San Geo

2023
- 1 etapa del Tour de Taiwán[3]
- 1 etapa de la Belgrado-Bania Luka
- 1 etapa de la Vuelta al Lago Qinghai
- 1 etapa del Tour del Lago Taihu

2024
- 1 etapa del Giro de los Abruzzos

## Resultados en Grandes Vueltas
| Carrera | Carrera         | 2021 | 2022 | 2023 | 2024  | 2025  |
| ------- | --------------- | ---- | ---- | ---- | ----- | ----- |
|         | Giro de Italia  | —    | —    | —    | 124.º | 151.º |
|         | Tour de Francia | —    | —    | —    | —     | —     |
|         | Vuelta a España | —    | —    | —    | —     | —     |

―: no participa
Ab.: abandono